# بشرآباد
بشرآباد قدیمی ترین روستای ایران .

## جمعیت
این روستا در دهستان فضل قرار دارد و براساس سرشماری روستایی در سال ۱۳۹۲ جمعیت ۲۱۹۸ نفر (۴۱۶ خانوار) بوده‌است.